# MIT Technology Review
MIT Technology Review és una revista bimensual propietat total de l'Institut Tecnològic de Massachusetts, i editorialment independent de la universitat. Va ser fundada el 1899 com a The Technology Review, i es va tornar a llançar sense The en el seu nom el 23 d'abril de 1998, sota la direcció de l'editor R. Bruce Journey. El setembre de 2005, es va canviar, sota el seu llavors editor en cap, Jason Pontin, a una forma semblant a la revista històrica.